# Lycenchelys tohokuensis
Lycenchelys tohokuensis es una especie de pez de la familia Zoarcidae en el orden de los perciformes.

## Morfología
- Los machos pueden llegar a alcanzar los 27 cm de longitud total y las hembras 26,7.
- Número de vértebras: 116-119.[1]

## Hábitat
Es un pez de mar y de aguas profundas que vive entre 543-709 m de profundidad.

## Distribución geográfica
Se encuentra en la costa pacífica del norte del Japón.

## Observaciones
Es inofensivo para los humanos. 